# طواف هاينان 2023
طواف هاينان 2023 هو سباق دراجات هوائية من فئة  سباق المرحلة، وهو الموسم الرابع عشر من طواف هاينان، وأقيم خلال الفترة من 5 أكتوبر 2023، وحتى 9 أكتوبر 2023.
فاز بالمركز الأول أوسكار سبييا ريبيرا، وفاز بالمركز الثاني Sebastian Berwick ‏، وفاز بالمركز الثالث جيمس بيكولي، وفاز في ترتيب النقاط Nicolas Dalla Valle ‏، وفاز في تصنيف الجبال Michał Pomorski ‏، وفاز في ترتيب الفرق إسرائيل - بريمير تيك 2023 ‏.

## الفرق
| فرق برو (4)- بولتون إكوتيز بلاك سبوك برو سايكلنج 2023 ‏ - Israel-Premier Tech - Team Solution Tech–Vini Fantini ‏ - تيم نوفو نورديسك ‏ فرق قارية (12)- Parkhotel Valkenburg CT ‏ - China Glory–Mentech Continental Cycling Team ‏ - FNIX–SCOM–Hengxiang Cycling Team ‏ - Mazowsze Serce Polski ‏ - Li-Ning Star Cycling Team ‏ - ميديلين ‏ - Pingtan International Tourism Island Cycling Team ‏ - Roojai Insurance (cycling team) ‏ - St George Continental Cycling Team ‏ - تيرينجانو 2023 ‏ - Tianyoude Hotel Cycling Team ‏ - Wuzhishan Cycling Team‏ فرق وطنية (2)- منتخب الصين الوطني لسباق الدراجات على الطريق للرجال‏ - منتخب منغوليا لركوب الدراجات للرجال‏ |  |
| |  |

## المراحل
| قائمة المراحل | قائمة المراحل | قائمة المراحل                                     | قائمة المراحل | قائمة المراحل | قائمة المراحل | قائمة المراحل             | قائمة المراحل             |
| المرحلة       | التاريخ       | الدورة                                            |               | المسافة (كم)  | الارتفاع      | الفائز بالمرحلة           | القائد العام              |
| ------------- | ------------- | ------------------------------------------------- | ------------- | ------------- | ------------- | ------------------------- | ------------------------- |
| المرحلة 1     | 5 أكتوبر      | كيونغهاي – كيونغهاي                               | مرحلة مستوية  | 92٫6          | 490 م         | George Jackson (cyclist) ‏ | George Jackson (cyclist) ‏ |
| المرحلة 2     | 6 أكتوبر      | كيونغهاي – Baoting Li and Miao Autonomous County ‏ | مرحلة متوسطة  | 215٫5         | 1٬631 م       | Sebastian Berwick ‏        | Sebastian Berwick ‏        |
| المرحلة 3     | 7 أكتوبر      | Baoting Li and Miao Autonomous County ‏ – ووزيشان  | مرحلة جبلية   | 122٫6         | 2٬299 م       | جيمس بيكولي               | أوسكار سبييا ريبيرا       |
| المرحلة 4     | 8 أكتوبر      | ووزيشان – Changjiang Li Autonomous County ‏        | مرحلة جبلية   | 147٫1         | 2٬253 م       | Nicolas Dalla Valle ‏      | أوسكار سبييا ريبيرا       |
| المرحلة 5     | 9 أكتوبر      | Changjiang Li Autonomous County ‏ – سانيا          | مرحلة التلال  | 203٫3         | 2٬390 م       | يسبر راش ‏                 | أوسكار سبييا ريبيرا       |

## النتيجة

### مرحلة 1
هي مرحلة مستوية، أقيمت في 5 أكتوبر 2023، وامتدّت لمسافة 92.6 كيلومتر. فاز بالمركز الأول، وتصدر ترتيب النقاط والترتيب العام في نهاية المرحلة George Jackson (cyclist) ‏، وتصدر ترتيب التسلق أوسكار سبييا ريبيرا، وتصدر ترتيب الفرق 2023 Team Corratec ‏.
| التصنيف العام         | التصنيف العام             | التصنيف العام                     | التصنيف العام | التصنيف العام |
| العداء                | العداء                    | الفريق                            | الوقت         |               |
| --------------------- | ------------------------- | --------------------------------- | ------------- | ------------- |
| 1                     | George Jackson (cyclist) ‏ | بلاك سبوك برو سايكلنج ‏            | 2 س 01 د 28 ث |               |
| 2                     | Nicolas Dalla Valle ‏      | Team Solution Tech–Vini Fantini ‏  | + 4 ث         |               |
| 3                     | Lucas Carstensen ‏         | Roojai Insurance (cycling team) ‏  | + 6 ث         |               |
| 4                     | Lorenzo Quartucci ‏        | Team Solution Tech–Vini Fantini ‏  | + 7 ث         |               |
| 5                     | Māris Bogdanovičs ‏        | FNIX–SCOM–Hengxiang Cycling Team ‏ | + 8 ث         |               |
| 6                     | Tom Sexton (cyclist) ‏     | بلاك سبوك برو سايكلنج ‏            | + 9 ث         |               |
| 7                     | Harrif Saleh ‏             | تيرينجانو سايكلنج تيم ‏            | + 10 ث        |               |
| 8                     | Jiang Zhihui ‏             | Li-Ning Star Cycling Team ‏        | + 10 ث        |               |
| 9                     | Norbert Banaszek ‏         | Mazowsze Serce Polski ‏            | + 10 ث        |               |
| 10                    | فاليريو كونتي             | Team Solution Tech–Vini Fantini ‏  | + 10 ث        |               |
|                       |                           |                                   |               |               |
| مصدر: ProCyclingStats |                           |                                   |               |               |

### مرحلة 2
هي مرحلة جبلية متوسطة، أقيمت في 6 أكتوبر 2023، وامتدّت لمسافة 215.5 كيلومتر. فاز بالمركز الأول، وتصدر الترتيب العام في نهاية المرحلة Sebastian Berwick ‏، وتصدر ترتيب التسلق أوسكار سبييا ريبيرا، وتصدر ترتيب النقاط فاليريو كونتي، وتصدر ترتيب الفرق إسرائيل - بريمير تيك 2023 ‏.
| التصنيف العام         | التصنيف العام       | التصنيف العام                                 | التصنيف العام | التصنيف العام |
| العداء                | العداء              | الفريق                                        | الوقت         |               |
| --------------------- | ------------------- | --------------------------------------------- | ------------- | ------------- |
| 1                     | Sebastian Berwick ‏  | Israel-Premier Tech                           | 6 س 54 د 56 ث |               |
| 2                     | أوسكار سبييا ريبيرا | ميديلين ‏                                      | + 1 ث         |               |
| 3                     | بن هيرمانز          | Israel-Premier Tech                           | + 6 ث         |               |
| 4                     | كريستيان رايليانو   | FNIX–SCOM–Hengxiang Cycling Team ‏             | + 9 ث         |               |
| 5                     | فاليريو كونتي       | Team Solution Tech–Vini Fantini ‏              | + 10 ث        |               |
| 6                     | Julien Trarieux ‏    | China Glory–Mentech Continental Cycling Team ‏ | + 13 ث        |               |
| 7                     | Mason Hollyman ‏     | Israel-Premier Tech                           | + 13 ث        |               |
| 8                     | Josh Burnett ‏       | بلاك سبوك برو سايكلنج ‏                        | + 13 ث        |               |
| 9                     | جيمس بيكولي         | China Glory–Mentech Continental Cycling Team ‏ | + 15 ث        |               |
| 10                    | Lorenzo Quartucci ‏  | Team Solution Tech–Vini Fantini ‏              | + 17 ث        |               |
|                       |                     |                                               |               |               |
| مصدر: ProCyclingStats |                     |                                               |               |               |

### مرحلة 3
هي مرحلة جبلية، أقيمت في 7 أكتوبر 2023، وامتدّت لمسافة 122.6 كيلومتر. فاز بالمركز الأول جيمس بيكولي، وتصدر الترتيب العام في نهاية المرحلة وترتيب النقاط أوسكار سبييا ريبيرا، وتصدر ترتيب التسلق Wilmar Paredes ‏، وتصدر ترتيب الفرق إسرائيل - بريمير تيك 2023 ‏.
| التصنيف العام         | التصنيف العام       | التصنيف العام                                 | التصنيف العام  | التصنيف العام |
| العداء                | العداء              | الفريق                                        | الوقت          |               |
| --------------------- | ------------------- | --------------------------------------------- | -------------- | ------------- |
| 1                     | أوسكار سبييا ريبيرا | ميديلين ‏                                      | 10 س 03 د 27 ث |               |
| 2                     | Sebastian Berwick ‏  | Israel-Premier Tech                           | + 1 ث          |               |
| 3                     | جيمس بيكولي         | China Glory–Mentech Continental Cycling Team ‏ | + 8 ث          |               |
| 4                     | بن هيرمانز          | Israel-Premier Tech                           | + 13 ث         |               |
| 5                     | فاليريو كونتي       | Team Solution Tech–Vini Fantini ‏              | + 15 ث         |               |
| 6                     | كريستيان رايليانو   | FNIX–SCOM–Hengxiang Cycling Team ‏             | + 50 ث         |               |
| 7                     | Julien Trarieux ‏    | China Glory–Mentech Continental Cycling Team ‏ | + 54 ث         |               |
| 8                     | Mason Hollyman ‏     | Israel-Premier Tech                           | + 54 ث         |               |
| 9                     | Josh Burnett ‏       | بلاك سبوك برو سايكلنج ‏                        | + 54 ث         |               |
| 10                    | Lorenzo Quartucci ‏  | Team Solution Tech–Vini Fantini ‏              | + 58 ث         |               |
|                       |                     |                                               |                |               |
| مصدر: ProCyclingStats |                     |                                               |                |               |

### مرحلة 4
هي مرحلة جبلية، أقيمت في 8 أكتوبر 2023، وامتدّت لمسافة 147.1 كيلومتر. فاز بالمركز الأول Nicolas Dalla Valle ‏، وتصدر الترتيب العام في نهاية المرحلة أوسكار سبييا ريبيرا، وتصدر ترتيب التسلق Michał Pomorski ‏، وتصدر ترتيب الفرق إسرائيل - بريمير تيك 2023 ‏، وتصدر ترتيب النقاط Sebastian Berwick ‏.
| التصنيف العام         | التصنيف العام       | التصنيف العام                                 | التصنيف العام  | التصنيف العام |
| العداء                | العداء              | الفريق                                        | الوقت          |               |
| --------------------- | ------------------- | --------------------------------------------- | -------------- | ------------- |
| 1                     | أوسكار سبييا ريبيرا | ميديلين ‏                                      | 13 س 33 د 45 ث |               |
| 2                     | Sebastian Berwick ‏  | Israel-Premier Tech                           | + 1 ث          |               |
| 3                     | جيمس بيكولي         | China Glory–Mentech Continental Cycling Team ‏ | + 8 ث          |               |
| 4                     | بن هيرمانز          | Israel-Premier Tech                           | + 13 ث         |               |
| 5                     | فاليريو كونتي       | Team Solution Tech–Vini Fantini ‏              | + 15 ث         |               |
| 6                     | Julien Trarieux ‏    | China Glory–Mentech Continental Cycling Team ‏ | + 48 ث         |               |
| 7                     | كريستيان رايليانو   | FNIX–SCOM–Hengxiang Cycling Team ‏             | + 50 ث         |               |
| 8                     | Josh Burnett ‏       | بلاك سبوك برو سايكلنج ‏                        | + 53 ث         |               |
| 9                     | Mason Hollyman ‏     | Israel-Premier Tech                           | + 54 ث         |               |
| 10                    | Lorenzo Quartucci ‏  | Team Solution Tech–Vini Fantini ‏              | + 55 ث         |               |
|                       |                     |                                               |                |               |
| مصدر: ProCyclingStats |                     |                                               |                |               |

### مرحلة 5
هي مرحلة جبلية، أقيمت في 9 أكتوبر 2023، وامتدّت لمسافة 203.3 كيلومتر. فاز بالمركز الأول يسبر راش ‏، وتصدر الترتيب العام في نهاية المرحلة أوسكار سبييا ريبيرا، وتصدر ترتيب النقاط Nicolas Dalla Valle ‏، وتصدر ترتيب الفرق إسرائيل - بريمير تيك 2023 ‏، وتصدر ترتيب التسلق Michał Pomorski ‏.

## المشاركون
| منتخب الصين الوطني لسباق الدراجات على الطريق للرجال‏ CHN | منتخب الصين الوطني لسباق الدراجات على الطريق للرجال‏ CHN | منتخب الصين الوطني لسباق الدراجات على الطريق للرجال‏ CHN |
| ------------------------------------------------------- | ------------------------------------------------------- | ------------------------------------------------------- |
| م                                                       | عداء                                                    | مرتبة                                                   |
| 1                                                       | Hu Haijie‏                                               | لم يكمل السباق-2                                        |
| 2                                                       | Yu Tao Shen ‏                                            | 94                                                      |
| 3                                                       | Teng Geng‏                                               | 20                                                      |
| 4                                                       | Sun Changsheng‏                                          | 89                                                      |
| 5                                                       | Lian Shuai‏                                              | 86                                                      |
| 6                                                       | Fu Enqi‏                                                 | لم يكمل السباق-5                                        |

| China Glory–Mentech Continental Cycling Team ‏ CGC | China Glory–Mentech Continental Cycling Team ‏ CGC | China Glory–Mentech Continental Cycling Team ‏ CGC |
| ------------------------------------------------- | ------------------------------------------------- | ------------------------------------------------- |
| م                                                 | عداء                                              | مرتبة                                             |
| 11                                                | جيمس بيكولي                                       | 3                                                 |
| 12                                                | لوكاس دي روسي                                     | 14                                                |
| 13                                                | Julien Trarieux ‏                                  | 6                                                 |
| 14                                                | فيلي سميت                                         | 15                                                |
| 15                                                | Liu Jiankun ‏                                      | 69                                                |
| 16                                                | Su Haoyu ‏                                         | 38                                                |

| بلاك سبوك برو سايكلنج ‏ BEB | بلاك سبوك برو سايكلنج ‏ BEB | بلاك سبوك برو سايكلنج ‏ BEB |
| -------------------------- | -------------------------- | -------------------------- |
| م                          | عداء                       | مرتبة                      |
| 21                         | Tom Sexton (cyclist) ‏      | 30                         |
| 22                         | Luke Mudgway ‏              | 35                         |
| 23                         | Ethan Batt ‏                | 102                        |
| 24                         | George Jackson (cyclist) ‏  | 31                         |
| 25                         | Bailey O'Donnell ‏          | 83                         |
| 26                         | Keegan Hornblow ‏           | 61                         |
| 27                         | Josh Burnett ‏              | 8                          |

| Team Solution Tech–Vini Fantini ‏ COR | Team Solution Tech–Vini Fantini ‏ COR | Team Solution Tech–Vini Fantini ‏ COR |
| ------------------------------------ | ------------------------------------ | ------------------------------------ |
| م                                    | عداء                                 | مرتبة                                |
| 31                                   | Lorenzo Quartucci ‏                   | 10                                   |
| 32                                   | دافيد بالداكيني ‏                     | 11                                   |
| 33                                   | Giulio Masotto ‏                      | 74                                   |
| 34                                   | Nicolas Dalla Valle ‏                 | 40                                   |
| 35                                   | Samuele Zambelli ‏                    | 96                                   |
| 36                                   | Marco Murgano ‏                       | 57                                   |
| 37                                   | فاليريو كونتي                        | 5                                    |

| Israel-Premier Tech IPT | Israel-Premier Tech IPT | Israel-Premier Tech IPT |
| ----------------------- | ----------------------- | ----------------------- |
| م                       | عداء                    | مرتبة                   |
| 41                      | Sebastian Berwick ‏      | 2                       |
| 42                      | إيتامار أينهورن (طريق)  | 90                      |
| 43                      | Omer Goldstein ‏         | 25                      |
| 44                      | بن هيرمانز              | 4                       |
| 45                      | Mason Hollyman ‏         | 9                       |
| 46                      | تاج جونز ‏               | لم يكمل السباق-3        |
| 47                      | كريس فروم               | 63                      |

| تيم نوفو نورديسك ‏ TNN | تيم نوفو نورديسك ‏ TNN | تيم نوفو نورديسك ‏ TNN |
| --------------------- | --------------------- | --------------------- |
| م                     | عداء                  | مرتبة                 |
| 51                    | Hamish Beadle ‏        | 36                    |
| 52                    | ديفيد لوزانو          | 13                    |
| 53                    | ستيفن كلانسي          | لم يكمل السباق-4      |
| 54                    | Gerd de Keijzer ‏      | 99                    |
| 55                    | Logan Phippen ‏        | 91                    |
| 56                    | سام براند             | 28                    |
| 57                    | Quinten De Graeve ‏    | 66                    |

| Parkhotel Valkenburg CT ‏ ABC | Parkhotel Valkenburg CT ‏ ABC | Parkhotel Valkenburg CT ‏ ABC |
| ---------------------------- | ---------------------------- | ---------------------------- |
| م                            | عداء                         | مرتبة                        |
| 61                           | Jelle Johannink ‏             | 53                           |
| 62                           | Maxime Duba‏                  | 93                           |
| 63                           | يسبر راش ‏                    | 78                           |
| 64                           | Nils Sinschek ‏               | 22                           |
| 65                           | Meindert Weulink‏             | 16                           |
| 66                           | Luuk Herben ‏                 | 60                           |
| 67                           | Lars Loohuis‏                 | 72                           |

| Bodywrap LTwoo Cycling Team ‏ BDR | Bodywrap LTwoo Cycling Team ‏ BDR | Bodywrap LTwoo Cycling Team ‏ BDR |
| -------------------------------- | -------------------------------- | -------------------------------- |
| م                                | عداء                             | مرتبة                            |
| 71                               | Cao Zhenlei‏                      | لم يكمل السباق-4                 |
| 72                               | Fàn Yihua‏                        | 50                               |
| 73                               | Fu Zhèngháo‏                      | 51                               |
| 74                               | Li Boan ‏                         | 18                               |
| 75                               | Wang Mengjie‏                     | لم يكمل السباق-5                 |
| 76                               | Yang Yiming‏                      | 100                              |

| Mazowsze Serce Polski ‏ MSP | Mazowsze Serce Polski ‏ MSP  | Mazowsze Serce Polski ‏ MSP |
| -------------------------- | --------------------------- | -------------------------- |
| م                          | عداء                        | مرتبة                      |
| 81                         | Norbert Banaszek ‏           | 34                         |
| 82                         | Marcin Budziński (cyclist) ‏ | 19                         |
| 83                         | Tomasz Budziński ‏           | 26                         |
| 84                         | ياكوب كازماريك              | 41                         |
| 85                         | Tobiasz Pawlak ‏             | 73                         |
| 86                         | Michał Pomorski ‏            | 29                         |
| 87                         | Adam Stachowiak (cyclist) ‏  | لم يكمل السباق-4           |

| FNIX–SCOM–Hengxiang Cycling Team ‏ HEN | FNIX–SCOM–Hengxiang Cycling Team ‏ HEN | FNIX–SCOM–Hengxiang Cycling Team ‏ HEN |
| ------------------------------------- | ------------------------------------- | ------------------------------------- |
| م                                     | عداء                                  | مرتبة                                 |
| 91                                    | Hou Dongyi‏                            | لم يكمل السباق-3                      |
| 92                                    | Gao Yongbing‏                          | 32                                    |
| 93                                    | Andris Vosekalns ‏                     | 88                                    |
| 94                                    | Māris Bogdanovičs ‏                    | 45                                    |
| 95                                    | كريستيان رايليانو                     | 7                                     |

| Team Ljubljana Gusto Santic ‏ LGS | Team Ljubljana Gusto Santic ‏ LGS | Team Ljubljana Gusto Santic ‏ LGS |
| -------------------------------- | -------------------------------- | -------------------------------- |
| م                                | عداء                             | مرتبة                            |
| 101                              | Natan Gregorčič‏                  | 59                               |
| 102                              | Dylan Hopkins ‏                   | 17                               |
| 103                              | Jernej Hribar‏                    | لم يكمل السباق-2                 |
| 104                              | Viktor Potočki ‏ (طريق)           | 27                               |
| 105                              | Andrew Sampson‏                   | 46                               |
| 106                              | Anže Skok ‏                       | لم يكمل السباق-2                 |
| 107                              | Dan Andrej Tomšič‏                | لم يكمل السباق-2                 |

| Li-Ning Star Cycling Team ‏ LNS | Li-Ning Star Cycling Team ‏ LNS | Li-Ning Star Cycling Team ‏ LNS |
| ------------------------------ | ------------------------------ | ------------------------------ |
| م                              | عداء                           | مرتبة                          |
| 111                            | Shao Junqi‏                     | 37                             |
| 112                            | Jiang Zhihui ‏                  | 101                            |
| 113                            | Periklis Ilias ‏                | 21                             |
| 114                            | Roniel Campos ‏                 | 55                             |
| 115                            | Alexei Shnyrko ‏                | 77                             |
| 116                            | Bai Lijun ‏                     | 98                             |
| 117                            | Li Luhao‏                       | 85                             |

| Pingtan International Tourism Island Cycling Team ‏ PIT | Pingtan International Tourism Island Cycling Team ‏ PIT | Pingtan International Tourism Island Cycling Team ‏ PIT |
| ------------------------------------------------------ | ------------------------------------------------------ | ------------------------------------------------------ |
| م                                                      | عداء                                                   | مرتبة                                                  |
| 121                                                    | Li Honghai‏                                             | 43                                                     |
| 122                                                    | Li Tiancheng‏                                           | 104                                                    |
| 123                                                    | Yu Yuanfeng‏                                            | لم يكمل السباق-5                                       |
| 124                                                    | Chen Yixin‏                                             | 68                                                     |
| 125                                                    | رومان ماكين                                            | 24                                                     |
| 126                                                    | Li Shuai‏                                               | 47                                                     |

| Roojai Insurance (cycling team) ‏ ROI | Roojai Insurance (cycling team) ‏ ROI | Roojai Insurance (cycling team) ‏ ROI |
| ------------------------------------ | ------------------------------------ | ------------------------------------ |
| م                                    | عداء                                 | مرتبة                                |
| 131                                  | Lucas Carstensen ‏                    | 70                                   |
| 132                                  | Polychronis Tzortzakis ‏              | 62                                   |
| 133                                  | Thanachat Yatan‏                      | 58                                   |
| 134                                  | Konstantin Fast‏                      | لم يكمل السباق-4                     |
| 135                                  | Kongphob Thimachai‏                   | 64                                   |
| 136                                  | Adne van Engelen ‏                    | 12                                   |
| 137                                  | Muhammadhanafee Kueji‏                | لم يكمل السباق-3                     |

| St George Continental Cycling Team ‏ STG | St George Continental Cycling Team ‏ STG | St George Continental Cycling Team ‏ STG |
| --------------------------------------- | --------------------------------------- | --------------------------------------- |
| م                                       | عداء                                    | مرتبة                                   |
| 141                                     | Matthew Rice ‏                           | 97                                      |
| 142                                     | William Cooper‏                          | 76                                      |
| 143                                     | (Wikidata:Q233)                         | لم يكمل السباق-5                        |
| 145                                     | Riley Fleming‏                           | 67                                      |
| 146                                     | Jackson Medway ‏                         | 71                                      |
| 147                                     | Nick Kergozou ‏                          | 84                                      |

| ميديلين ‏ MED | ميديلين ‏ MED        | ميديلين ‏ MED     |
| ------------ | ------------------- | ---------------- |
| م            | عداء                | مرتبة            |
| 151          | أوسكار سبييا ريبيرا | 1                |
| 152          | Brayan Sánchez ‏     | 48               |
| 153          | فابيو دوارتي        | 80               |
| 154          | David Gonzalez‏      | 42               |
| 155          | والتر فارغاس        | 75               |
| 156          | Wilmar Paredes ‏     | 56               |
| 157          | داني أوسوريو ‏       | لم يكمل السباق-2 |

| Tianyoude Hotel Cycling Team ‏ TYD | Tianyoude Hotel Cycling Team ‏ TYD | Tianyoude Hotel Cycling Team ‏ TYD |
| --------------------------------- | --------------------------------- | --------------------------------- |
| م                                 | عداء                              | مرتبة                             |
| 161                               | Guo Shourong‏                      | 81                                |
| 162                               | Li Zisen ‏                         | 52                                |
| 163                               | Yeisson Quetama‏                   | 95                                |
| 164                               | جوناثان مونسالف                   | 49                                |
| 165                               | Saeid Safarzadeh ‏ (طريق)          | لم يبدأ-5                         |
| 166                               | Sun Hailin‏                        | 103                               |

| تيرينجانو سايكلنج تيم ‏ TSG | تيرينجانو سايكلنج تيم ‏ TSG         | تيرينجانو سايكلنج تيم ‏ TSG |
| -------------------------- | ---------------------------------- | -------------------------- |
| م                          | عداء                               | مرتبة                      |
| 171                        | Metkel Eyob ‏                       | 23                         |
| 172                        | جيروين مايرز                       | لم يبدأ-2                  |
| 173                        | Muhammad Shahmir Aiman Abdul Halim‏ | لم يكمل السباق-3           |
| 174                        | Mohd Shahrul Mat Amin ‏             | 54                         |
| 175                        | Harrif Saleh ‏                      | لم يكمل السباق-3           |
| 176                        | Irwandie Lakasek ‏                  | لم يكمل السباق-3           |
| 177                        | Wan Abdul Rahman Hamdan ‏           | لم يكمل السباق-3           |

| Wuzhishan Cycling Team‏ WZS | Wuzhishan Cycling Team‏ WZS | Wuzhishan Cycling Team‏ WZS |
| -------------------------- | -------------------------- | -------------------------- |
| م                          | عداء                       | مرتبة                      |
| 181                        | Xu Kaixiong‏                | لم يكمل السباق-3           |
| 182                        | Huang Wenbo‏                | 87                         |
| 183                        | Zheng Bowen‏                | 44                         |
| 184                        | Shi Jinggang‏               | 92                         |
| 185                        | Javier Sarda Perez‏         | 33                         |
| 186                        | Angus Miller‏               | لم يكمل السباق-3           |
| 187                        | Oliver Anderson‏            | 65                         |

| منتخب منغوليا لركوب الدراجات للرجال‏ MGL | منتخب منغوليا لركوب الدراجات للرجال‏ MGL | منتخب منغوليا لركوب الدراجات للرجال‏ MGL |
| --------------------------------------- | --------------------------------------- | --------------------------------------- |
| م                                       | عداء                                    | مرتبة                                   |
| 191                                     | Enkhtaivan Bolor-Erdene ‏                | لم يكمل السباق-2                        |
| 192                                     | Myagmarsuren Baasankhuu ‏                | 39                                      |
| 193                                     | Narankhuu Baterdene ‏                    | لم يكمل السباق-3                        |
| 194                                     | Batbaatar Batsambuu‏                     | لم يكمل السباق-3                        |
| 195                                     | Davaajargal Altangerel‏                  | 79                                      |
| 196                                     | Temuulen Khadbaatar‏                     | 82                                      |

| منتخب الصين الوطني لسباق الدراجات على الطريق للرجال‏ CHN | منتخب الصين الوطني لسباق الدراجات على الطريق للرجال‏ CHN | منتخب الصين الوطني لسباق الدراجات على الطريق للرجال‏ CHN |
| ------------------------------------------------------- | ------------------------------------------------------- | ------------------------------------------------------- |
| م                                                       | عداء                                                    | مرتبة                                                   |
| 1                                                       | Hu Haijie‏                                               | لم يكمل السباق-2                                        |
| 2                                                       | Yu Tao Shen ‏                                            | 94                                                      |
| 3                                                       | Teng Geng‏                                               | 20                                                      |
| 4                                                       | Sun Changsheng‏                                          | 89                                                      |
| 5                                                       | Lian Shuai‏                                              | 86                                                      |
| 6                                                       | Fu Enqi‏                                                 | لم يكمل السباق-5                                        |

| China Glory–Mentech Continental Cycling Team ‏ CGC | China Glory–Mentech Continental Cycling Team ‏ CGC | China Glory–Mentech Continental Cycling Team ‏ CGC |
| ------------------------------------------------- | ------------------------------------------------- | ------------------------------------------------- |
| م                                                 | عداء                                              | مرتبة                                             |
| 11                                                | جيمس بيكولي                                       | 3                                                 |
| 12                                                | لوكاس دي روسي                                     | 14                                                |
| 13                                                | Julien Trarieux ‏                                  | 6                                                 |
| 14                                                | فيلي سميت                                         | 15                                                |
| 15                                                | Liu Jiankun ‏                                      | 69                                                |
| 16                                                | Su Haoyu ‏                                         | 38                                                |

| بلاك سبوك برو سايكلنج ‏ BEB | بلاك سبوك برو سايكلنج ‏ BEB | بلاك سبوك برو سايكلنج ‏ BEB |
| -------------------------- | -------------------------- | -------------------------- |
| م                          | عداء                       | مرتبة                      |
| 21                         | Tom Sexton (cyclist) ‏      | 30                         |
| 22                         | Luke Mudgway ‏              | 35                         |
| 23                         | Ethan Batt ‏                | 102                        |
| 24                         | George Jackson (cyclist) ‏  | 31                         |
| 25                         | Bailey O'Donnell ‏          | 83                         |
| 26                         | Keegan Hornblow ‏           | 61                         |
| 27                         | Josh Burnett ‏              | 8                          |

| Team Solution Tech–Vini Fantini ‏ COR | Team Solution Tech–Vini Fantini ‏ COR | Team Solution Tech–Vini Fantini ‏ COR |
| ------------------------------------ | ------------------------------------ | ------------------------------------ |
| م                                    | عداء                                 | مرتبة                                |
| 31                                   | Lorenzo Quartucci ‏                   | 10                                   |
| 32                                   | دافيد بالداكيني ‏                     | 11                                   |
| 33                                   | Giulio Masotto ‏                      | 74                                   |
| 34                                   | Nicolas Dalla Valle ‏                 | 40                                   |
| 35                                   | Samuele Zambelli ‏                    | 96                                   |
| 36                                   | Marco Murgano ‏                       | 57                                   |
| 37                                   | فاليريو كونتي                        | 5                                    |

| Israel-Premier Tech IPT | Israel-Premier Tech IPT | Israel-Premier Tech IPT |
| ----------------------- | ----------------------- | ----------------------- |
| م                       | عداء                    | مرتبة                   |
| 41                      | Sebastian Berwick ‏      | 2                       |
| 42                      | إيتامار أينهورن (طريق)  | 90                      |
| 43                      | Omer Goldstein ‏         | 25                      |
| 44                      | بن هيرمانز              | 4                       |
| 45                      | Mason Hollyman ‏         | 9                       |
| 46                      | تاج جونز ‏               | لم يكمل السباق-3        |
| 47                      | كريس فروم               | 63                      |

| تيم نوفو نورديسك ‏ TNN | تيم نوفو نورديسك ‏ TNN | تيم نوفو نورديسك ‏ TNN |
| --------------------- | --------------------- | --------------------- |
| م                     | عداء                  | مرتبة                 |
| 51                    | Hamish Beadle ‏        | 36                    |
| 52                    | ديفيد لوزانو          | 13                    |
| 53                    | ستيفن كلانسي          | لم يكمل السباق-4      |
| 54                    | Gerd de Keijzer ‏      | 99                    |
| 55                    | Logan Phippen ‏        | 91                    |
| 56                    | سام براند             | 28                    |
| 57                    | Quinten De Graeve ‏    | 66                    |

| Parkhotel Valkenburg CT ‏ ABC | Parkhotel Valkenburg CT ‏ ABC | Parkhotel Valkenburg CT ‏ ABC |
| ---------------------------- | ---------------------------- | ---------------------------- |
| م                            | عداء                         | مرتبة                        |
| 61                           | Jelle Johannink ‏             | 53                           |
| 62                           | Maxime Duba‏                  | 93                           |
| 63                           | يسبر راش ‏                    | 78                           |
| 64                           | Nils Sinschek ‏               | 22                           |
| 65                           | Meindert Weulink‏             | 16                           |
| 66                           | Luuk Herben ‏                 | 60                           |
| 67                           | Lars Loohuis‏                 | 72                           |

| Bodywrap LTwoo Cycling Team ‏ BDR | Bodywrap LTwoo Cycling Team ‏ BDR | Bodywrap LTwoo Cycling Team ‏ BDR |
| -------------------------------- | -------------------------------- | -------------------------------- |
| م                                | عداء                             | مرتبة                            |
| 71                               | Cao Zhenlei‏                      | لم يكمل السباق-4                 |
| 72                               | Fàn Yihua‏                        | 50                               |
| 73                               | Fu Zhèngháo‏                      | 51                               |
| 74                               | Li Boan ‏                         | 18                               |
| 75                               | Wang Mengjie‏                     | لم يكمل السباق-5                 |
| 76                               | Yang Yiming‏                      | 100                              |

| Mazowsze Serce Polski ‏ MSP | Mazowsze Serce Polski ‏ MSP  | Mazowsze Serce Polski ‏ MSP |
| -------------------------- | --------------------------- | -------------------------- |
| م                          | عداء                        | مرتبة                      |
| 81                         | Norbert Banaszek ‏           | 34                         |
| 82                         | Marcin Budziński (cyclist) ‏ | 19                         |
| 83                         | Tomasz Budziński ‏           | 26                         |
| 84                         | ياكوب كازماريك              | 41                         |
| 85                         | Tobiasz Pawlak ‏             | 73                         |
| 86                         | Michał Pomorski ‏            | 29                         |
| 87                         | Adam Stachowiak (cyclist) ‏  | لم يكمل السباق-4           |

| FNIX–SCOM–Hengxiang Cycling Team ‏ HEN | FNIX–SCOM–Hengxiang Cycling Team ‏ HEN | FNIX–SCOM–Hengxiang Cycling Team ‏ HEN |
| ------------------------------------- | ------------------------------------- | ------------------------------------- |
| م                                     | عداء                                  | مرتبة                                 |
| 91                                    | Hou Dongyi‏                            | لم يكمل السباق-3                      |
| 92                                    | Gao Yongbing‏                          | 32                                    |
| 93                                    | Andris Vosekalns ‏                     | 88                                    |
| 94                                    | Māris Bogdanovičs ‏                    | 45                                    |
| 95                                    | كريستيان رايليانو                     | 7                                     |

| Team Ljubljana Gusto Santic ‏ LGS | Team Ljubljana Gusto Santic ‏ LGS | Team Ljubljana Gusto Santic ‏ LGS |
| -------------------------------- | -------------------------------- | -------------------------------- |
| م                                | عداء                             | مرتبة                            |
| 101                              | Natan Gregorčič‏                  | 59                               |
| 102                              | Dylan Hopkins ‏                   | 17                               |
| 103                              | Jernej Hribar‏                    | لم يكمل السباق-2                 |
| 104                              | Viktor Potočki ‏ (طريق)           | 27                               |
| 105                              | Andrew Sampson‏                   | 46                               |
| 106                              | Anže Skok ‏                       | لم يكمل السباق-2                 |
| 107                              | Dan Andrej Tomšič‏                | لم يكمل السباق-2                 |

| Li-Ning Star Cycling Team ‏ LNS | Li-Ning Star Cycling Team ‏ LNS | Li-Ning Star Cycling Team ‏ LNS |
| ------------------------------ | ------------------------------ | ------------------------------ |
| م                              | عداء                           | مرتبة                          |
| 111                            | Shao Junqi‏                     | 37                             |
| 112                            | Jiang Zhihui ‏                  | 101                            |
| 113                            | Periklis Ilias ‏                | 21                             |
| 114                            | Roniel Campos ‏                 | 55                             |
| 115                            | Alexei Shnyrko ‏                | 77                             |
| 116                            | Bai Lijun ‏                     | 98                             |
| 117                            | Li Luhao‏                       | 85                             |

| Pingtan International Tourism Island Cycling Team ‏ PIT | Pingtan International Tourism Island Cycling Team ‏ PIT | Pingtan International Tourism Island Cycling Team ‏ PIT |
| ------------------------------------------------------ | ------------------------------------------------------ | ------------------------------------------------------ |
| م                                                      | عداء                                                   | مرتبة                                                  |
| 121                                                    | Li Honghai‏                                             | 43                                                     |
| 122                                                    | Li Tiancheng‏                                           | 104                                                    |
| 123                                                    | Yu Yuanfeng‏                                            | لم يكمل السباق-5                                       |
| 124                                                    | Chen Yixin‏                                             | 68                                                     |
| 125                                                    | رومان ماكين                                            | 24                                                     |
| 126                                                    | Li Shuai‏                                               | 47                                                     |

| Roojai Insurance (cycling team) ‏ ROI | Roojai Insurance (cycling team) ‏ ROI | Roojai Insurance (cycling team) ‏ ROI |
| ------------------------------------ | ------------------------------------ | ------------------------------------ |
| م                                    | عداء                                 | مرتبة                                |
| 131                                  | Lucas Carstensen ‏                    | 70                                   |
| 132                                  | Polychronis Tzortzakis ‏              | 62                                   |
| 133                                  | Thanachat Yatan‏                      | 58                                   |
| 134                                  | Konstantin Fast‏                      | لم يكمل السباق-4                     |
| 135                                  | Kongphob Thimachai‏                   | 64                                   |
| 136                                  | Adne van Engelen ‏                    | 12                                   |
| 137                                  | Muhammadhanafee Kueji‏                | لم يكمل السباق-3                     |

| St George Continental Cycling Team ‏ STG | St George Continental Cycling Team ‏ STG | St George Continental Cycling Team ‏ STG |
| --------------------------------------- | --------------------------------------- | --------------------------------------- |
| م                                       | عداء                                    | مرتبة                                   |
| 141                                     | Matthew Rice ‏                           | 97                                      |
| 142                                     | William Cooper‏                          | 76                                      |
| 143                                     | (Wikidata:Q233)                         | لم يكمل السباق-5                        |
| 145                                     | Riley Fleming‏                           | 67                                      |
| 146                                     | Jackson Medway ‏                         | 71                                      |
| 147                                     | Nick Kergozou ‏                          | 84                                      |

| ميديلين ‏ MED | ميديلين ‏ MED        | ميديلين ‏ MED     |
| ------------ | ------------------- | ---------------- |
| م            | عداء                | مرتبة            |
| 151          | أوسكار سبييا ريبيرا | 1                |
| 152          | Brayan Sánchez ‏     | 48               |
| 153          | فابيو دوارتي        | 80               |
| 154          | David Gonzalez‏      | 42               |
| 155          | والتر فارغاس        | 75               |
| 156          | Wilmar Paredes ‏     | 56               |
| 157          | داني أوسوريو ‏       | لم يكمل السباق-2 |

| Tianyoude Hotel Cycling Team ‏ TYD | Tianyoude Hotel Cycling Team ‏ TYD | Tianyoude Hotel Cycling Team ‏ TYD |
| --------------------------------- | --------------------------------- | --------------------------------- |
| م                                 | عداء                              | مرتبة                             |
| 161                               | Guo Shourong‏                      | 81                                |
| 162                               | Li Zisen ‏                         | 52                                |
| 163                               | Yeisson Quetama‏                   | 95                                |
| 164                               | جوناثان مونسالف                   | 49                                |
| 165                               | Saeid Safarzadeh ‏ (طريق)          | لم يبدأ-5                         |
| 166                               | Sun Hailin‏                        | 103                               |

| تيرينجانو سايكلنج تيم ‏ TSG | تيرينجانو سايكلنج تيم ‏ TSG         | تيرينجانو سايكلنج تيم ‏ TSG |
| -------------------------- | ---------------------------------- | -------------------------- |
| م                          | عداء                               | مرتبة                      |
| 171                        | Metkel Eyob ‏                       | 23                         |
| 172                        | جيروين مايرز                       | لم يبدأ-2                  |
| 173                        | Muhammad Shahmir Aiman Abdul Halim‏ | لم يكمل السباق-3           |
| 174                        | Mohd Shahrul Mat Amin ‏             | 54                         |
| 175                        | Harrif Saleh ‏                      | لم يكمل السباق-3           |
| 176                        | Irwandie Lakasek ‏                  | لم يكمل السباق-3           |
| 177                        | Wan Abdul Rahman Hamdan ‏           | لم يكمل السباق-3           |

| Wuzhishan Cycling Team‏ WZS | Wuzhishan Cycling Team‏ WZS | Wuzhishan Cycling Team‏ WZS |
| -------------------------- | -------------------------- | -------------------------- |
| م                          | عداء                       | مرتبة                      |
| 181                        | Xu Kaixiong‏                | لم يكمل السباق-3           |
| 182                        | Huang Wenbo‏                | 87                         |
| 183                        | Zheng Bowen‏                | 44                         |
| 184                        | Shi Jinggang‏               | 92                         |
| 185                        | Javier Sarda Perez‏         | 33                         |
| 186                        | Angus Miller‏               | لم يكمل السباق-3           |
| 187                        | Oliver Anderson‏            | 65                         |

| منتخب منغوليا لركوب الدراجات للرجال‏ MGL | منتخب منغوليا لركوب الدراجات للرجال‏ MGL | منتخب منغوليا لركوب الدراجات للرجال‏ MGL |
| --------------------------------------- | --------------------------------------- | --------------------------------------- |
| م                                       | عداء                                    | مرتبة                                   |
| 191                                     | Enkhtaivan Bolor-Erdene ‏                | لم يكمل السباق-2                        |
| 192                                     | Myagmarsuren Baasankhuu ‏                | 39                                      |
| 193                                     | Narankhuu Baterdene ‏                    | لم يكمل السباق-3                        |
| 194                                     | Batbaatar Batsambuu‏                     | لم يكمل السباق-3                        |
| 195                                     | Davaajargal Altangerel‏                  | 79                                      |
| 196                                     | Temuulen Khadbaatar‏                     | 82                                      |

## التصنيف العام النهائي
| التصنيف العام         | التصنيف العام       | التصنيف العام                                 | التصنيف العام  | التصنيف العام |
| العداء                | العداء              | الفريق                                        | الوقت          |               |
| --------------------- | ------------------- | --------------------------------------------- | -------------- | ------------- |
| 1                     | أوسكار سبييا ريبيرا | ميديلين ‏                                      | 18 س 02 د 59 ث |               |
| 2                     | Sebastian Berwick ‏  | Israel-Premier Tech                           | + 1 ث          |               |
| 3                     | جيمس بيكولي         | China Glory–Mentech Continental Cycling Team ‏ | + 8 ث          |               |
| 4                     | بن هيرمانز          | Israel-Premier Tech                           | + 13 ث         |               |
| 5                     | فاليريو كونتي       | Team Solution Tech–Vini Fantini ‏              | + 15 ث         |               |
| 6                     | Julien Trarieux ‏    | China Glory–Mentech Continental Cycling Team ‏ | + 48 ث         |               |
| 7                     | كريستيان رايليانو   | FNIX–SCOM–Hengxiang Cycling Team ‏             | + 50 ث         |               |
| 8                     | Josh Burnett ‏       | بلاك سبوك برو سايكلنج ‏                        | + 53 ث         |               |
| 9                     | Mason Hollyman ‏     | Israel-Premier Tech                           | + 54 ث         |               |
| 10                    | Lorenzo Quartucci ‏  | Team Solution Tech–Vini Fantini ‏              | + 55 ث         |               |
|                       |                     |                                               |                |               |
| مصدر: ProCyclingStats |                     |                                               |                |               |

### تصنيف النقاط
| تصنيف النقاط          | تصنيف النقاط              | تصنيف النقاط                                  | تصنيف النقاط | تصنيف النقاط |
| العداء                | العداء                    | الفريق                                        | النقاط       |              |
| --------------------- | ------------------------- | --------------------------------------------- | ------------ | ------------ |
| 1                     | Nicolas Dalla Valle ‏      | Team Solution Tech–Vini Fantini ‏              | 47 نقطة      |              |
| 2                     | Julien Trarieux ‏          | China Glory–Mentech Continental Cycling Team ‏ | 37 نقطة      |              |
| 3                     | Sebastian Berwick ‏        | Israel-Premier Tech                           | 35 نقطة      |              |
| 4                     | George Jackson (cyclist) ‏ | بلاك سبوك برو سايكلنج ‏                        | 34 نقطة      |              |
| 5                     | فاليريو كونتي             | Team Solution Tech–Vini Fantini ‏              | 34 نقطة      |              |
| 6                     | Norbert Banaszek ‏         | Mazowsze Serce Polski ‏                        | 34 نقطة      |              |
| 7                     | أوسكار سبييا ريبيرا       | ميديلين ‏                                      | 33 نقطة      |              |
| 8                     | كريستيان رايليانو         | FNIX–SCOM–Hengxiang Cycling Team ‏             | 26 نقطة      |              |
| 9                     | جيمس بيكولي               | China Glory–Mentech Continental Cycling Team ‏ | 24 نقطة      |              |
| 10                    | Lorenzo Quartucci ‏        | Team Solution Tech–Vini Fantini ‏              | 24 نقطة      |              |
|                       |                           |                                               |              |              |
| مصدر: ProCyclingStats |                           |                                               |              |              |

### تصنيف الجبال
| تصنيف الجبال          | تصنيف الجبال             | تصنيف الجبال                                  | تصنيف الجبال | تصنيف الجبال |
| العداء                | العداء                   | الفريق                                        | النقاط       |              |
| --------------------- | ------------------------ | --------------------------------------------- | ------------ | ------------ |
| 1                     | Michał Pomorski ‏         | Mazowsze Serce Polski ‏                        | 19 نقطة      |              |
| 2                     | أوسكار سبييا ريبيرا      | ميديلين ‏                                      | 18 نقطة      |              |
| 3                     | Wilmar Paredes ‏          | ميديلين ‏                                      | 17 نقطة      |              |
| 4                     | Jelle Johannink ‏         | Parkhotel Valkenburg CT ‏                      | 17 نقطة      |              |
| 5                     | Adne van Engelen ‏        | Roojai Insurance (cycling team) ‏              | 15 نقطة      |              |
| 6                     | Sebastian Berwick ‏       | Israel-Premier Tech                           | 14 نقطة      |              |
| 7                     | لوكاس دي روسي            | China Glory–Mentech Continental Cycling Team ‏ | 13 نقطة      |              |
| 8                     | Nils Sinschek ‏           | Parkhotel Valkenburg CT ‏                      | 10 نقطة      |              |
| 9                     | دافيد بالداكيني ‏         | Team Solution Tech–Vini Fantini ‏              | 9 نقطة       |              |
| 10                    | Myagmarsuren Baasankhuu ‏ | منتخب منغوليا لركوب الدراجات للرجال‏           | 7 نقطة       |              |
|                       |                          |                                               |              |              |
| مصدر: ProCyclingStats |                          |                                               |              |              |

## تصنيف الفرق

### الفرق حسب الوقت
| تصنيف الفرق حسب الوقت | تصنيف الفرق حسب الوقت                         | تصنيف الفرق حسب الوقت | تصنيف الفرق حسب الوقت |
| الفريق                | الفريق                                        | الوقت                 |                       |
| --------------------- | --------------------------------------------- | --------------------- | --------------------- |
| 1                     | Israel-Premier Tech                           | 54 س 10 د 23 ث        |                       |
| 2                     | China Glory–Mentech Continental Cycling Team ‏ | + 50 ث                |                       |
| 3                     | Team Solution Tech–Vini Fantini ‏              | + 51 ث                |                       |
| 4                     | Mazowsze Serce Polski ‏                        | + 10 د 52 ث           |                       |
| 5                     | بولتون إكوتيز بلاك سبوك برو سايكلنج 2023 ‏     | + 16 د 23 ث           |                       |
| 6                     | تيم نوفو نورديسك ‏                             | + 18 د 35 ث           |                       |
| 7                     | Parkhotel Valkenburg CT ‏                      | + 23 د 16 ث           |                       |
| 8                     | Team Ljubljana Gusto Santic ‏                  | + 31 د 20 ث           |                       |
| 9                     | FNIX–SCOM–Hengxiang Cycling Team ‏             | + 33 د 49 ث           |                       |
| 10                    | ميديلين ‏                                      | + 40 د 48 ث           |                       |
|                       |                                               |                       |                       |
| مصدر: ProCyclingStats |                                               |                       |                       |

## وصلات خارجية
- الموقع الرسمي
- لمحة عن سباق طواف هاينان 2023 على موقع  ProCyclingStats   (برو  سايكلنج  ستاتس) - إحصاءات  محترفي  الدراجات.
- طواف هاينان 2023 على موقع إحصائيات الدراجات الإحترافية (الإنجليزية)